# Flugplatz Jesenwang

i7
i11
i13
Der Flugplatz Jesenwang (ICAO-Code: EDMJ) ist ein Sonderlandeplatz für die allgemeine Luftfahrt im Kreis Fürstenfeldbruck bei München und wird durch die Flugplatz Jesenwang GmbH betrieben. Es dürfen Flugzeuge bis zu einem maximalen Abfluggewicht von 3 Tonnen, Helikopter bis zu einem maximalen Abfluggewicht von 5,7 Tonnen, Ultraleichtflugzeuge, selbststartende Segelflugzeuge sowie Ballone dort starten und landen. 

## Flugbetrieb
Eine Besonderheit des Flugplatzes stellt die Kreuzung der Start- und Landebahn 07 im Westen mit der Ortsverbindungsstraße Jesenwang–Adelshofen dar. Für Start- und Landung von Flugzeugen wird der Autoverkehr durch eine Ampelschaltung angehalten, um Annäherungen zwischen Flugzeugen und Autos zu vermeiden.
Trotz seiner beengten Lage und kurzen Piste liegt der Flugplatz Jesenwang hinsichtlich der Zahl der Flugbewegungen an der Spitze der deutschen Sonderlandeplätze und im vorderen Bereich deutscher Flugplätze allgemein. Dies ist auf die nahezu alleinige Stellung als Platz für die allgemeine Luftfahrt im Münchener Raum zurückzuführen. Durch die Schließung des Flugplatzes Fürstenfeldbruck wird die Bedeutung des Flugplatzes voraussichtlich noch gestärkt.
Auf dem Gelände des Flugplatzes befinden sich die Flugschule München-Jesenwang (Privatpiloten- und Ultraleichtausbildung), die Air Charter Luftfahrt GmbH, Weiss H. Flugelektronik, die GILWA Luftfahrttechnik GmbH sowie ein Flugplatzrestaurant. Direkt angrenzend zum Flugplatzgelände befindet sich ein Testgelände. Dieses wird für Fahrsicherheitstrainings, Fahrzeugentwicklung, Filmaufnahmen und vieles mehr genutzt.

## Zwischenfälle
- Am 24. April 2001 verunglückte eine Piper PA-18-150 auf EDMJ. Ein Tragflügel berührte in einer Windböe einen Busch. Bei dem nachfolgenden Ringelpiez wurde das Flugzeug zerstört.[1]
- Am 1. Mai 2001 verunglückte ein Platzer Kiebitz nach dem Start. Er gewann nicht genug an Höhe und streifte die Bäume in Verlängerung der Piste. Das Flugzeug stürzte aus 29 Meter Höhe in den Wald. Der vorne sitzende Fluggast wurde lebensgefährlich verletzt, der Pilot lediglich leicht.[2]
- Am 1. Mai 2007 berührte eine Zodiac 601 D beim Landeanflug Baumwipfel und stürzte etwa 900 m vor der Landebahn ab. Das Ultraleichtflugzeug fing bei dem Aufprall sofort Feuer und explodierte, wobei die beiden Insassen zu Tode kamen.[3]
- Mitte Juli 2014 überschlug sich ein Kleinstfluggerät unbekannter Bauart, das nach dem Start mangels Leistung nicht auf Höhe kam, ca. 400 m hinter der Startbahn in einem Stoppelacker. Der 63-jährige Alleinflieger kam mit dem Schrecken davon.[4]
- Am 21. Mai 2016 bekam ein 50-jähriger Flieger unmittelbar nach dem Start auf EDMJ in geringer Höhe Motorprobleme. Das Rettungssystem seiner Maschine vom Typ Breezer Aircraft versagte. Er überlebte den Absturz ebenso wenig wie seine Begleiterin.[5]
- Am 1. August 2019 stürzte ein zweisitziger Tiefdecker vom Typ Eurostar EV97 gegen 13:20 beim Landeanflug auf Jesenwang EDMJ knapp 2000 m vor dem Erreichen der Landebahn plötzlich steil in ein Maisfeld. Der 46-jährige Pilot wurde hierbei durch die Wucht des Aufpralls tödlich verletzt.[6]
- Am 18. Oktober 2023 stürzte bei einer missglückten Notlandung ein Leichtflugzeug mit zwei Münchner Insassen ab. Die Passagiere wurden nur leicht verletzt und konnten von Rettungskräften geborgen werden. Das Flugzeug wurde total zerstört.[7] Der Grund für den Unfall war ein Ausfall des Motors, der darauf zurückzuführen war, dass das Flugzeug mit der falschen Kraftstoffsorte betankt wurde.[8]

## Belege
1. ↑  BFU-Jahresbericht 2001, Unfallbericht 3X038-0/01 (PDF, 1,08 MB)
2. ↑  Pressebericht Sueddeutsche.de vom 23. Mai 2016
3. ↑  Pressebericht Donaukurier
4. ↑  Pressebericht Merkur 7/2014
5. ↑  Pressebericht Merkur 5/2016
6. ↑  Pressebericht InFranken.de vom 1. August 2019
7. ↑  „Missglückte Notlandung: Zwei Münchner mit Leichtflugzeug abgestürzt.“
8. ↑  Bundesstelle für Flugunfalluntersuchung (Hrsg.): Bulletin – Unfälle und Störungen beim Betrieb ziviler Luftfahrzeuge – Oktober 2023. Braunschweig, S. 11 (bfu-web.de [PDF; abgerufen am 10. April 2024]).